# E supremi apostolatus
E supremi apostolatus − pierwsza encyklika papieża Piusa X sygnowana datą 4 października 1903.

## Treść
W dokumencie Pius X wyraził swoje zaniepokojenie sytuacją na świecie. Poruszył tematykę katolickiego małżeństwa, edukacji, poszanowania własności prywatnej, ładu i sprawiedliwości społecznej. Podkreślona została potrzeba lepszego kształcenia duchowieństwa, szczególnie jeśli chodzi o wartości moralne. Papież nakreślił program pontyfikatu, wyliczając dziedziny życia Kościoła, wymagające odnowy.